# Cyprinodontidae
Họ Cá chép răng (Cyprinodontidae) là một họ cá thuộc bộ Cá chép răng đặc hữu ở châu Mỹ. Đây là một loài cá có khả năng thích nghi tốt với môi trường khắc nghiệt và một số nhóm cá có khả năng tiến hóa nhanh để thích nghi.
Họ Cyprinodontidae thường được các tài liệu Việt Nam gọi là họ Cá sóc, do các tài liệu và sách chuyên ngành Việt Nam (chẳng hạn cuốn Động vật chí Việt Nam tập 20: Cá biển, Beloniformes, Cyprinodontiformes, Atheriformes, Salmonitiformes, Gadiformes, Lampridiformes, Zeiformes, Beryciformes, Mugiliformes, Pegasiformes, Lophiiformes, Syngnathiformes) theo hệ thống phân loại của G.Y. Lindberg (Nga), xếp chi Cá sóc (Oryzias) vào họ Cyprinodontidae. Do đó bộ Cyprinodontiformes cũng được gọi là bộ Cá sóc. Tuy nhiên, theo hệ thống phân loại của Anh - Mỹ ở đây thì họ Cá sóc đúng phải là họ Adrianichthyidae do chi Oryzias xếp trong họ này và không thuộc cả họ Cyprinodontidae lẫn bộ Cyprinodontiformes.

## Đặc điểm sinh học
Loài cá này có hoảng 50 loài có vẻ bề ngoài tương đồng với chiều dài ở mức độ khiêm tốn. Nhóm cá này được ghi nhận là có tốc độ tiến hóa chưa từng được ghi nhận trong suốt thời gian dài trên trái đất. Cyprinodontidae ở đảo San Salvador và Yucatán sở hữu khả năng tiến hóa nhanh gấp 130 lần so với các giống cùng loại ở nơi khác.
Chúng cùng ăn những nguồn thực phẩm giống nhau (như tảo) nhưng một số loài thuộc họ Cyprinodontidae có chế độ ăn bất thường một cách đặc biệt, như ăn vây của những loài cá khác. Cyprinodontidae phát triển bộ phận hàm một cách đặc biệt để tồn tại trong môi trường khắc nghiệt. Có thể thấy, chúng có khả năng chịu mặn, chịu nhiệt độ cao. Loài cá này sống ở các dòng suối nhiệt độ cao ở Thung lũng Chết của Mỹ. Nhiệt độ ở các dòng suối rất cao, khoảng 47 độ C. Độ mặn trong môi trường sống của cá Pupfish được đánh giá là cao gấp 4 lần tại các đại dương.

## Phân bố
Hầu hết cá trong họ Cyprinodontidae xuất hiện khắp châu Phi, châu Mỹ và một số hiếm hoi có thể sống sót trong những vùng nước đầy muối ở sa mạc như Hố Quỷ (Devil’s Hole) ở Nevada (Mỹ). Một môi trường đặc biệt khác mà loài cá này vẫn tồn tại được là ở những khu hồ cạn ở đảo San Salvador thuộc Bahamas. Còn có các dạng Cyprinodontidae kỳ lạ sinh sống ở bán đảo Yucatán của Mexico.

## Phân loại học
Một số chi loài của họ Cyprinodontidae:

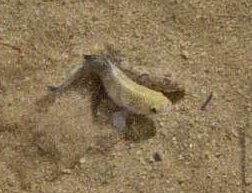

### Phân họCubanichthinae
Phân họ này có 1 chi Cubanichthys đặc hữu của Cuba và Jamaica.
- Cubanichthys cubensis (C. H. Eigenmann, 1903)
- Cubanichthys pengelleyi (Fowler, 1939)

### Phân họCyprinodontinae
- Chi Cualac Miller, 1956
  - Cualac tessellatus Miller, 1956
- Chi Cyprinodon Lacépède, 1803
  - Cyprinodon diabolis Wales, 1930
- Chi Floridichthys

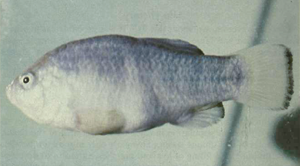
Cyprinodon nevadensis calidae

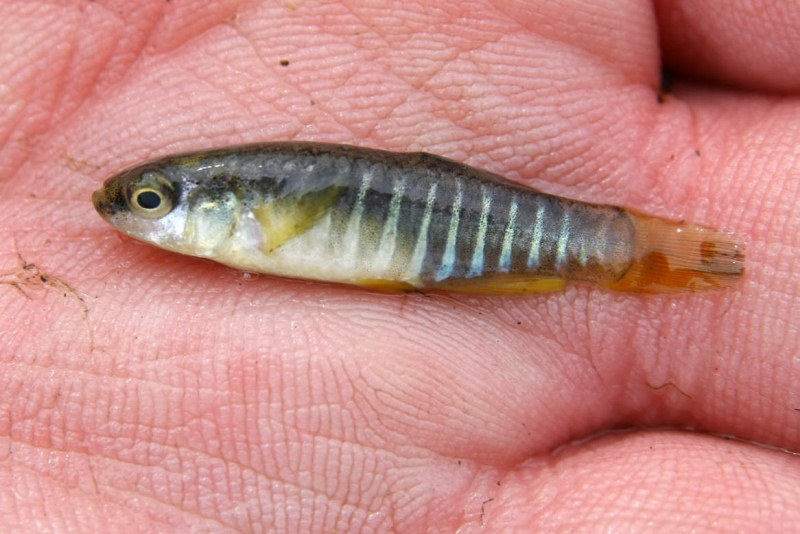
Aphanius fasciatus

  - Floridichthys carpio Günther, 1866
  - Floridichthys polyommus Hubbs, 1936
- Chi Garmanella Hubbs, 1936
  - Garmanella pulchra Hubbs, 1936
- Chi Jordanella (Goode & Bean, 1879)
  - Jordanella floridae (Goode & Bean, 1879)
- Chi Megupsilon Miller & Walters 1972
  - Megupsilon aporus Miller & Walters, 1972
- Chi Aphanius Nardo, 1827
  - Aphanius Iberus
  - Aphanius fasciatus
- Chi Orestias